# Veherivka, Putîvl
Veherivka (în ucraineană Вегерівка) este un sat în comuna Veazenka din raionul Putîvl, regiunea Sumî, Ucraina.

## Demografie
Componența lingvistică a localității Veherivka
     Ucraineană (90%)
     Rusă (10%)
Conform recensământului din 2001, majoritatea populației localității Veherivka era vorbitoare de ucraineană (90%), existând în minoritate și vorbitori de rusă (10%).